# Landesgartenschau Bad Neuenahr-Ahrweiler 2023
Die fünfte rheinland-pfälzische Landesgartenschau Bad Neuenahr-Ahrweiler 2023 sollte vom 14. April bis 12. Oktober veranstaltet werden, wurde jedoch abgesagt. Ursprünglich war sie für 2022 geplant und wurde aufgrund der  COVID-19-Pandemie auf 2023 verschoben worden. Aufgrund der Hochwasserkatastrophe im Ahrtal vom 14./15. Juli 2021 wurde die Landesgartenschau komplett abgesagt.

## Chronik
Am 30. November 2015 erteilte der Stadtrat Bad Neuenahr-Ahrweiler der Stadtverwaltung den Auftrag, die notwendigen Unterlagen für eine Bewerbung um die Ausrichtung der Schau zu erstellen. Zu den Interessenten gehörten zu diesem Zeitpunkt auch Betzdorf, Kirchen (Sieg) und Wissen im Westerwald, die über eine gemeinsame Bewerbung nachdachten, sowie Bitburg, Neuwied und Neustadt an der Weinstraße.
Am 20. September 2016 gab die Landesregierung von Rheinland-Pfalz ihre Entscheidung für Bad Neuenahr-Ahrweiler als Veranstaltungsort für die Landesgartenschau 2022 bekannt. Dabei hatte sich die Kreisstadt des Landkreises Ahrweiler zum dritten Mal um die Ausrichtung einer Landesgartenschau beworben.
Aufgrund der COVID-19-Pandemie wurde die Landesgartenschau auf das Jahr 2023 verschoben. Nach der verheerenden Hochwasserkatastrophe im Juli 2021 wurde die Landesgartenschau abgesagt. Begründet wurde dies damit, dass die finanziellen und personellen Ressourcen für den Wiederaufbau der Stadt benötigt würden.

## Ursprüngliche Planung
Das Veranstaltungsgelände sollte sich über 6,5 Kilometer Länge beiderseits der Ahr von der Ahrtalbrücke (Bundesautobahn 61) unterhalb von Bad Neuenahr bis zum Kloster Kalvarienberg in Ahrweiler erstrecken. Im Laufe der sechs bis sieben Monate laufenden Gartenschau wurden dort nach Planungen zwischen 800.000 und eine Million Besucher erwartet. An 180 Veranstaltungstagen sollten den Besuchern täglich fünf bis zehn Veranstaltungen angeboten werden.